# Euphilotes mojave
Euphilotes mojave är en fjärilsart som beskrevs av Watson och Comstock 1920. Euphilotes mojave ingår i släktet Euphilotes och familjen juvelvingar. Inga underarter finns listade i Catalogue of Life.